# Johan Wallner
Pour les articles homonymes, voir Wallner.
Johan Wallner, né le 8 février 1965 à Filipstad, est un ancien skieur alpin suédois.

## Championnats du monde
- Championnats du monde de 1991 à Saalbach (Autriche) :
  -  Médaille de bronze en Géant
- Championnats du monde de 1993 à Morioka (Japon) :
  -  Médaille de bronze en Géant

## Coupe du monde
- Meilleur résultat au classement général : 30e en 1993
  - 1 victoire : 1 slalom

### Saison par saison
- Coupe du monde 1983 :
  - Classement général : 59e
- Coupe du monde 1984 :
  - Classement général : 74e
- Coupe du monde 1986 :
  - Classement général : 36e
    - 1 victoire en slalom : Berchtesgaden
- Coupe du monde 1987 :
  - Classement général : 53e
- Coupe du monde 1988 :
  - Classement général : 99e
- Coupe du monde 1989 :
  - Classement général : 42e
- Coupe du monde 1990 :
  - Classement général : 54e
- Coupe du monde 1991 :
  - Classement général : 33e
- Coupe du monde 1992 :
  - Classement général : 27e
- Coupe du monde 1993 :
  - Classement général : 30e
- Coupe du monde 1994 :
  - Classement général : 83e
- Coupe du monde 1995 :
  - Classement général : 63e
- Coupe du monde 1996 :
  - Classement général : 77e
- Coupe du monde 1997 :
  - Classement général : 93e
- Coupe du monde 1998 :
  - Classement général : 119e